# Moto Guzzi V7 Sport
La Moto Guzzi V7 Sport è stata, negli anni settanta, il modello di motocicletta turistico-sportiva di punta della casa di Mandello. Popolarmente nota con l'appellativo di "Bassotto", fu prodotta nelle versioni "V7 Sport 750", "750 S" e "750-S3", dal 1971 al 1976.

## Il contesto
Nel 1967, dopo un periodo di incertezza dovuto alla morte del fondatore Carlo Guzzi (avvenuta nel 1964), la gestione della Moto Guzzi fu assunta dalla SEIMM (Società Esercizio Industrie Moto Meccaniche), una società costituita dall'IMI, che cercò di indirizzare la produzione verso il mercato dei ciclomotori e verso le forniture istituzionali.
Nel 1968, mentre il mercato delle "maxi-moto" cominciava a subire la crescente affermazione delle case giapponesi, la SEIMM affidò a Lino Tonti lo sviluppo del motore a V, realizzato nel 1965 da Giulio Cesare Carcano e inspiegabilmente licenziato in tronco alla fine dello stesso anno, all'insediamento dell'amministrazione controllata.
L'intento della nuova dirigenza (gli "ingegneri", come venivano chiamati in Guzzi), capeggiata dal direttore generale Romolo De Stefani, era quello di riconquistare un'immagine sportiva, fortemente appannata dal decennio di inattività agonistica seguito al noto patto di astensione.
Il compito affidato a Tonti fu di realizzare un modello derivato dalla produzione, che soddisfacesse i parametri di "750 cm³ - 200 kg - 200 km/h".

## Progettazione e sviluppo
La base di partenza fu il modello "V7 700" sul quale Tonti, coadiuvato da Umberto Todero, storico "braccio destro" di Carcano, si mise al lavoro realizzando un prototipo da competizione che, nel 1969, riuscì a conquistare 19 record mondiali di velocità.

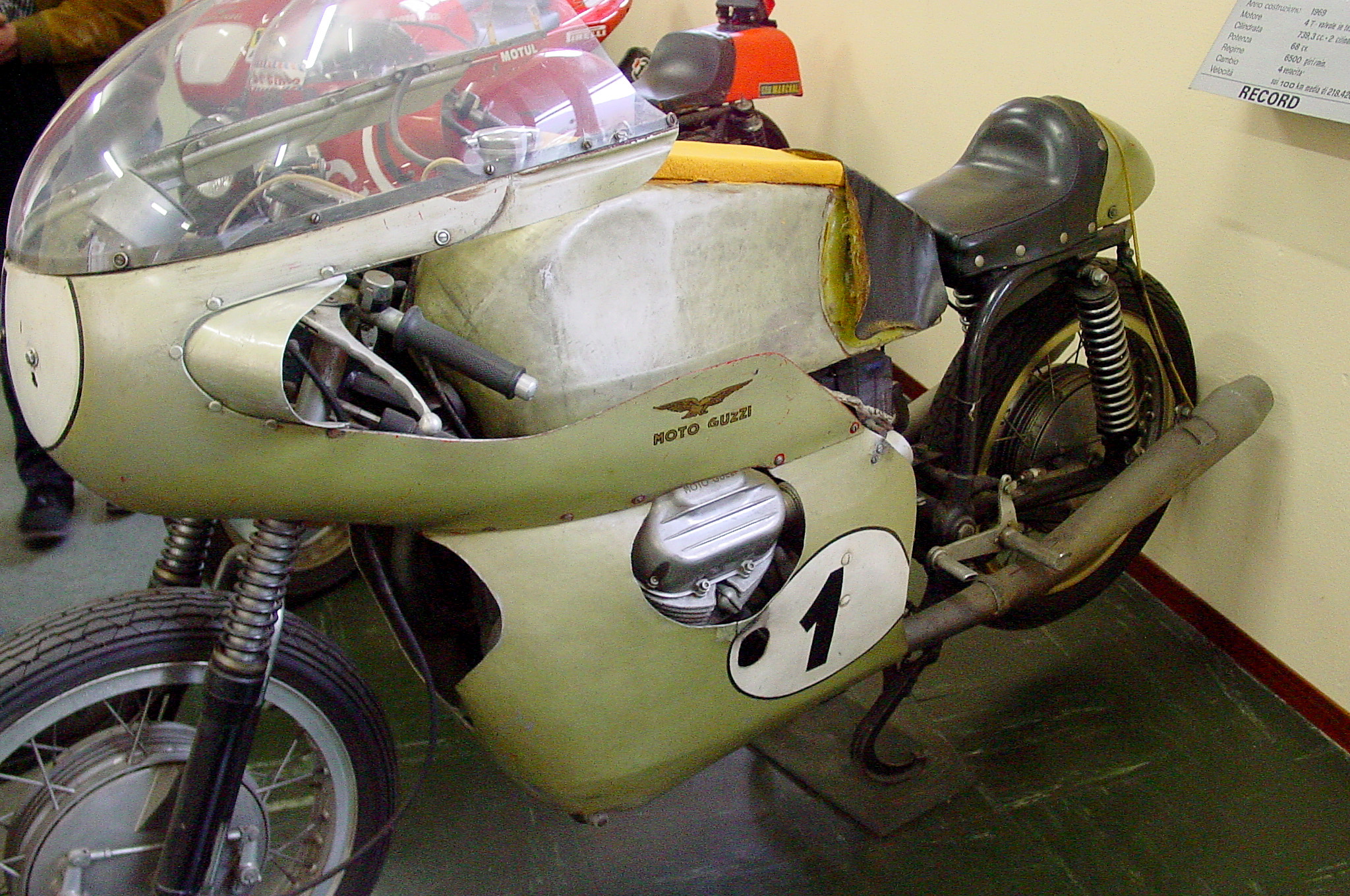
Il prototipo della "V7 Record" conservato al Museo Moto Guzzi

Viste le premesse la Moto Guzzi decise di avviare il programma per la produzione della "750" da turismo sportivo a largo raggio, affidandone la realizzazione agli stessi tecnici. Doveva essere un lavoro di limatura, ma Tonti e Todero non erano soddisfatti dei risultati ottenuti e modificarono completamente il telaio, per dare maggiore rigidezza, ridisegnarono il carter e cambiarono sospensioni e freni.
La fase prototipale fu particolarmente difficile e sofferta a causa delle forti agitazioni sindacali, iniziate con l'autunno caldo, che nel 1970 portarono più volte allo sciopero e al picchettaggio della fabbrica che impediva l'accesso anche ai dirigenti e ai tecnici del reparto esperienze. Con un blitz notturno, aiutati da alcuni fidati collaboratori, Todero e Tonti trasferirono progetti, attrezzature e materiali nella cantina della villa di quest'ultimo, dove la realizzazione della nuova ciclistica venne portata a termine nei tempi stabiliti.
Ne discese la "V7 Sport 750", una moto molto bassa, con 70 Cv, cambio a 5 rapporti e trasmissione finale a giunto cardanico. Dotata di un'eccellente tenuta di strada, era in grado di raggiungere una velocità ben superiore ai 200 km/h e di coprire i 400 metri con partenza da fermo in 13 secondi.

### La "telaio rosso" (1971)
Durante i lavori di modifica alle linee di produttive, necessari all'industrializzazione del prodotto, nel reparto corse Moto Guzzi venne realizzata una pre-serie di 150 esemplari, molti dei quali immatricolati nel settembre 1971, da inviare alle principali concessionarie. 

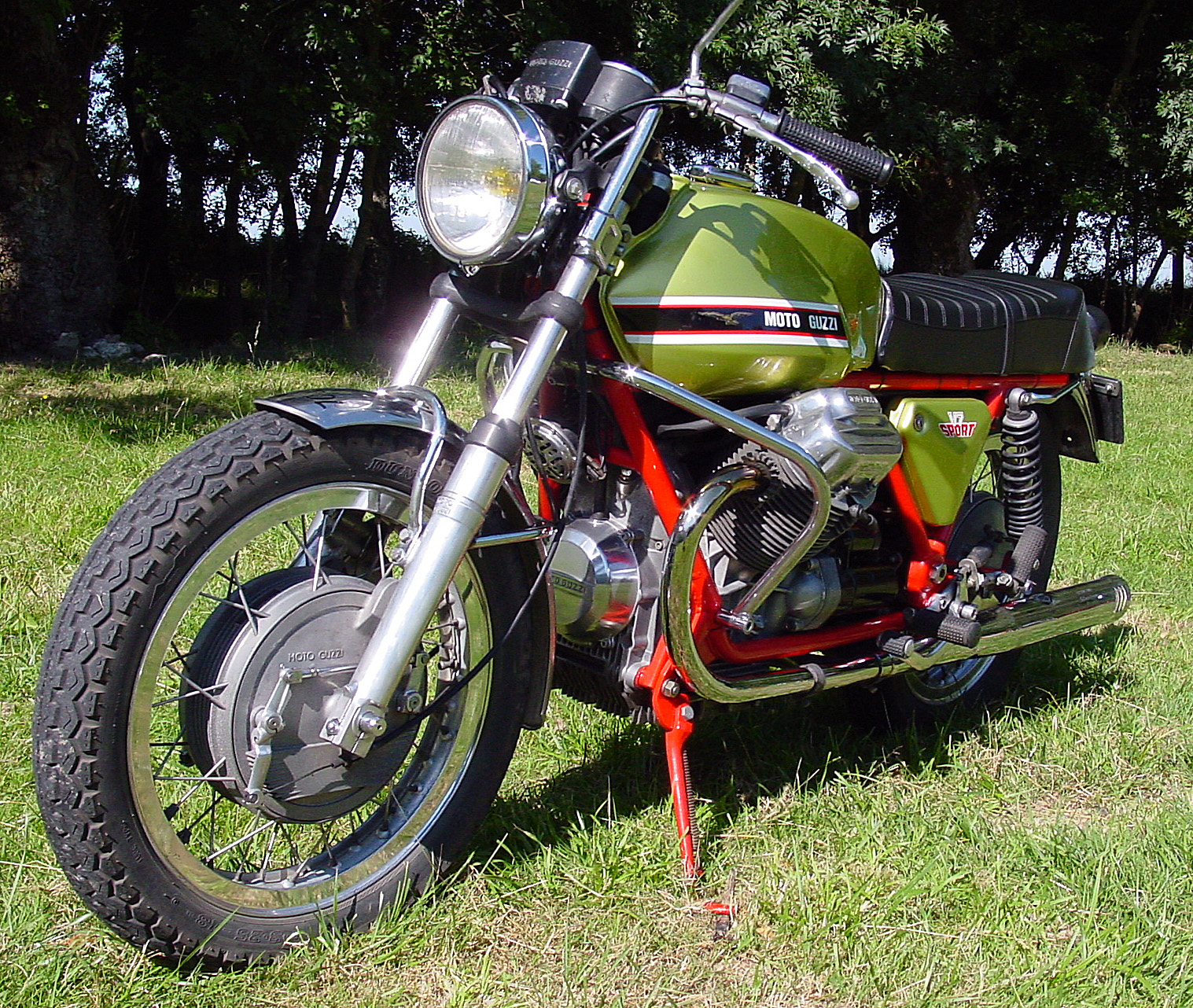
Una delle 150 "V7 Sport telaio rosso"

Tali esemplari, destinati all'esposizione, alle prove di riviste specializzate o ai corridori privati in gare di endurance, ebbero il telaio dipinto di rosso, anziché nero come previsto, allo scopo di mettere in evidenza quella che era ritenuta la parte più innovativa e pregevole. Si distinguevano anche per la scatola del cambio priva di nervature. Si trattava di una scatola derivata da quella per il 4 marce della "V7 Special", in attesa che fossero approntate le fusioni per la nuova scatola. Nei primi mesi del 1972, le "telaio rosso" furono oggetto di una campagna di richiamo per la sostituzione della scatola cambio.
Nell'estate 1971, anche in previsione di un futuro programma sportivo, Tonti chiese al pilota Jarno Saarinen di effettuare alcuni test con il secondo prototipo, ottenendo un'insperata adesione. Dopo molti giri di pista, Saarinen espose le sue impressioni ai tecnici e dettò alcune modifiche, come lo spostamento sulla sinistra della leva del cambio, che sarebbero state necessarie al suo stile di guida. Il test non ebbe alcun seguito per decisione della dirigenza Guzzi, poco propensa ad investire in un programma sportivo di alto livello e, soprattutto, fortemente contraria ad ingaggiare Saarinen, nel timore che l'ingombrante presenza dell'osannato pilota finlandese oscurasse il merito della macchina.
Nel settembre 1971 i piloti Brambilla-Mandracci, dopo aver mantenuto ininterrottamente la testa del Bol d'Or per oltre 10 ore, colsero un prestigioso quanto sfortunato 3º posto, in sella a una "V7 Sport" con motore maggiorato, progenitrice della "850 Le Mans".

### La "V7 Sport 750" (1971 - 1974)

Mike Hailwood osserva la nuova "V7 Sport" durante un test per la rivista Quattroruote (1972)

La nuova moto fu presentata al pubblico durante il Salone del ciclo e motociclo di Milano del novembre 1971, suscitando un grande interesse tra gli addetti del settore e i semplici appassionati. Posta finalmente in vendita nel gennaio 1972, la "V7 Sport" divenne immediatamente il modello di riferimento per la produzione mondiale, nel settore dei motocicli dedicati al turismo sportivo, grazie alle caratteristiche di stabilità, velocità e robustezza, decisamente superiori ai modelli delle case concorrenti di quegli anni.
Nel 1972 la rivista Motociclismo organizzò un test comparativo per i sei modelli di maxi-moto ritenuti i più rappresentativi del momento, in configurazione strettamente di serie, (Ducati 750 GT, Honda CB 750 Four, Kawasaki 750 Mach IV, Laverda 750 SF, Suzuki GT 750). Durante le prove, svoltesi sotto il controllo di Franco Marchesani, decano dei commissari sportivi FMI, la Moto Guzzi V7 Sport effettuò la percorrenza completa del circuito di Monza, fermando i cronometri sul tempo di 2′ 02″47 che risultò, di gran lunga, il migliore della sessione. Particolarmente significativo fu l'abissale distacco, di oltre 11 secondi al giro, inflitto alla Kawasaki 750 Mach IV che, all'epoca, era popolarmente considerata il non plus ultra in fatto di prestazioni.
Sempre a Monza, nel 1974, Abbondio Sciaresa portò la "V7 Sport" alla vittoria, dopo aver conquistato alcune gare importanti, tra cui quella di Misano, nello stesso anno, dove si aggiudicò anche il giro più veloce, gareggiando contro le agguerrite Laverda 750 SFC, Kawasaki 750 H2R e Norton 750 Commando PR.

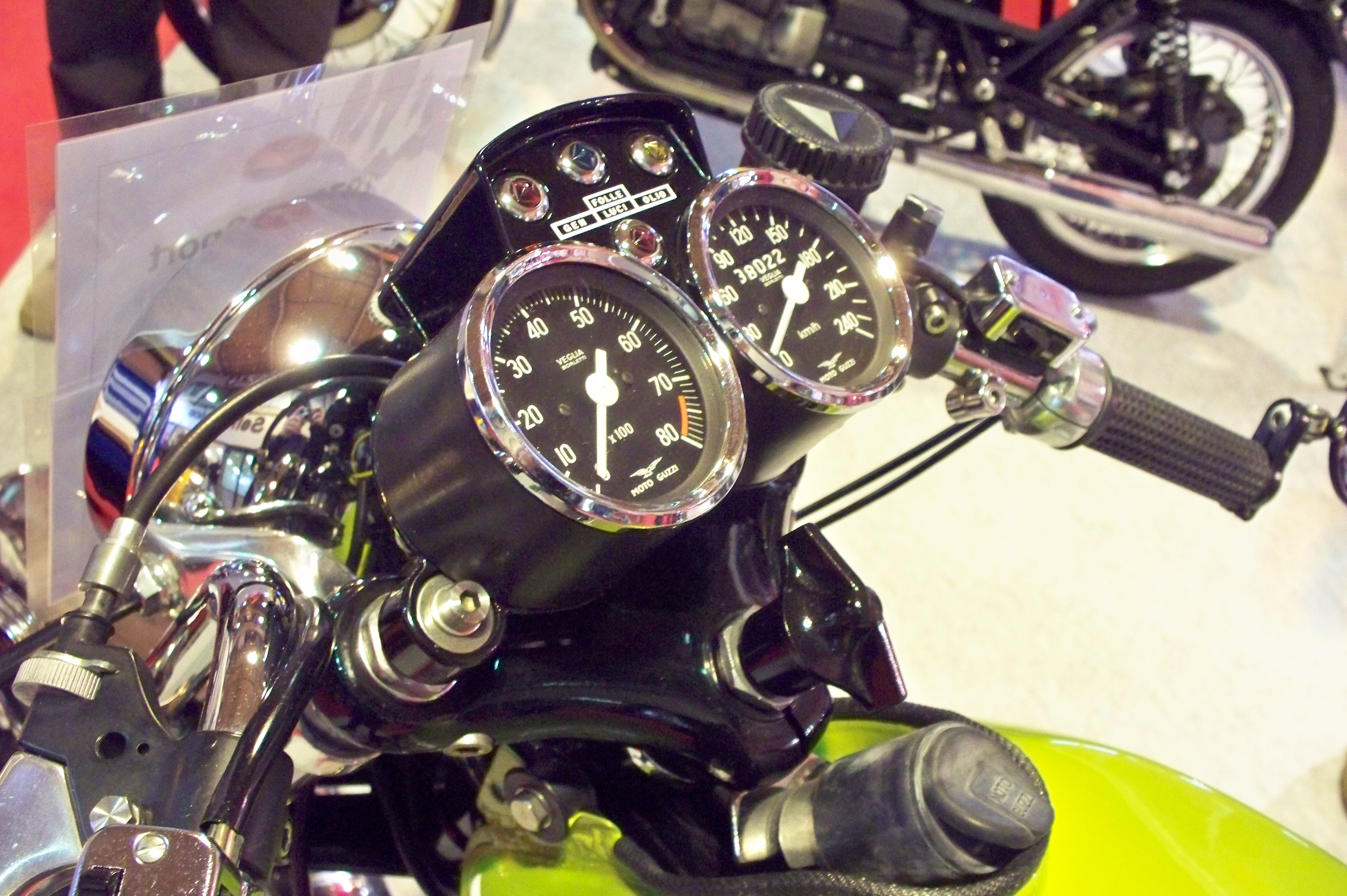
Strumentazione della "V7 Sport".

Purtuttavia, alcune critiche furono mosse alle scelte di risparmio che contraddistinsero la produzione della "V7 Sport", accusata di non essere all'altezza della concorrenza nipponica. Le pecche si concentravano nell'aspetto esteriore, ovvero nella scarsa qualità della componentistica secondaria e dei comandi, oltre che nell'adozione del freno anteriore a tamburo, in verità molto evoluto ed efficiente, ma esteticamente obsoleto. La Moto Guzzi corse ai ripari mettendo in vendita un kit, creato in collaborazione con la Brembo, per la trasformazione del freno anteriore da tamburo a doppio disco che, nonostante il costo di 120.000 lire, andò esaurito in pochi mesi. Del medesimo kit furono dotate la maggior parte delle "V7 Sport" per il mercato statunitense, a partire dal 1973.
La vera ragione che impedì alla "V7 Sport" di raggiungere in numeri di vendita che avrebbe meritati,  dipese dalla scarsa potenzialità produttiva della Moto Guzzi. La nuova direzione aziendale, nel frattempo assunta da Alejandro De Tomaso, venne colta di sorpresa dal successo del modello e preferì indirizzare il prodotto verso il mercato delle moto d'élite, piuttosto che ampliare le linee di produzione.
Nell'autunno 1972, infatti, i tempi di consegna per la "V7 Sport" superavano i tre mesi e il prezzo di listino era di 1.480.000 lire: parzialmente giustificato dagli elevati contenuti tecnici e qualitativi, ma egualmente esorbitante rispetto ai modelli bicilindrici di pari cubatura, italiani ed esteri, offerti dalle case concorrenti. Ad esempio, il modello più richiesto dal mercato italiano, la Laverda 750 SF, era in vendita a 1.020.000 lire.
Ciononostante, in poco più di due anni, furono costruiti e consegnati 3.541 esemplari di "V7 Sport", oltre ai 150 esemplari della pre-serie.

### La "750 S" (1974 - 1975)

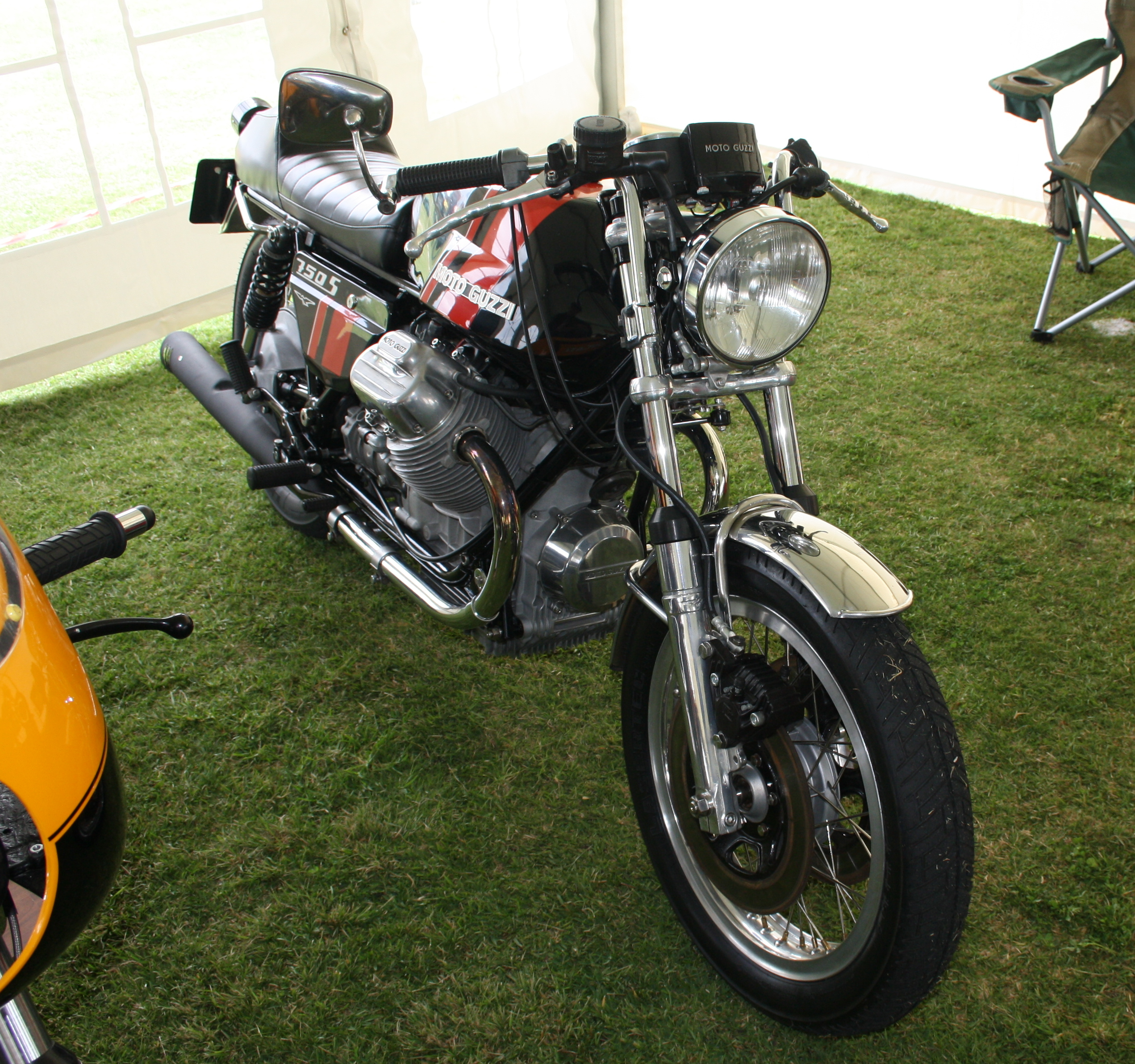
Una "750 S" del 1974.

Nel 1974, con grave ritardo, la "V7 Sport" venne dotata del doppio disco all'anteriore. Sostanzialmente è l'unica modifica tecnica di rilievo apportata, ma l'operazione fu commercialmente sottolineata da nuove colorazioni, fianchetti di linea più moderna e da una sella dal codolo rialzato. La moto venne denominata "750 S" e ne furono costruiti 1.204 esemplari (dal telaio VK1*11111* al VK1*12315*).
La moto era disponibile in due versioni, una con doppia banda diagonale arancio e l'altra con doppia banda verde, entrambe su fondo nero.
Questa colorazione, sarà ripresa anche sulla successiva S3 ma con tonalità di colore lievemente diverse.
Nel corso della produzione fu sostituito l'acciaio al cromo-molibdeno (Acc. 25CrMo4 UNI 5332) con acciaio normalizzato (Acc. Aq 45) per la costruzione del telaio. La decisione era stata presa già nel febbraio 1973, ma venne attuata due anni più tardi, in ragione dell'esaurimento di scorte del materiale.

### La "750-S3" (1975 - 1976)

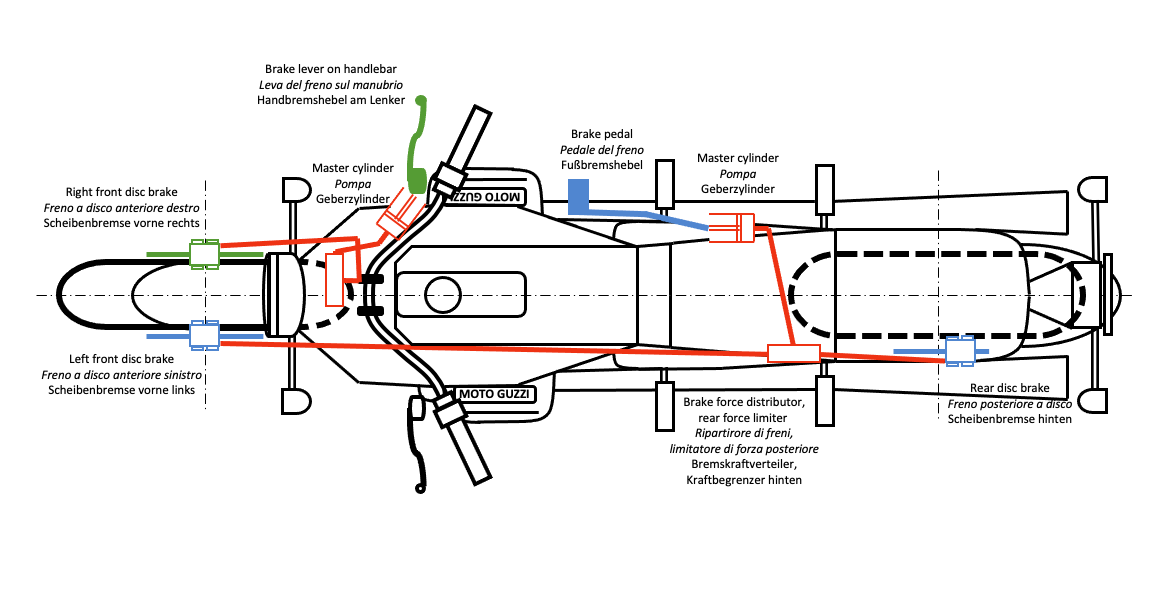
Impianto di frenata integrale della 850 T3 del 1975

A poco più di un anno dall'uscita della versione precedente, nell'ambito della teorizzata sinergia del gruppo Benelli-Guzzi, venne presentata la "750-S3". La moto fu equipaggiata con la strumentazione e i gruppi ottici già utilizzati per tutti i modelli Benelli-Guzzi nati durante la direzione De Tomaso e, dal punto di vista tecnico, venne dotata del sistema di frenata integrale a triplo disco, brevettato dalla Moto Guzzi e già montato sui modelli "V1000 Idroconvert" e "850 T3". Sempre in omaggio alla standardizzazione dei componenti, è da registrare l'eliminazione dell'esclusivo e originale manubrio in due pezzi regolabile in altezza e delle cassette porta-attrezzi, sostituite con semplici copriaccumulatori.
La modifica all'impianto frenante, ottima per la guida turistica, inibiva fortemente l'uso sportivo della moto e fu pesantemente criticata dalla clientela. La produzione cessò nel 1976, dopo aver totalizzato 981 esemplari.

## La replica "1000 S"
Dopo tre lustri dall'uscita di produzione del modello primigenio, dietro pressanti richieste di molti appassionati francesi e tedeschi, la casa di Mandello realizzò e mise in vendita la Moto Guzzi 1000 S. Esteticamente si tratta di una replica della "750-S3", ma il motore e la ciclistica sono derivati dal modello "Le Mans 1000". Nonostante fosse chiaramente indirizzata ad un mercato di nicchia, composto da clienti nostalgici, la "1000 S" fu prodotta dal 1990 al 1994, in 1.360 esemplari.

## Produzione e autenticità
Sul mercato collezionistico la "V7 Sport" ha raggiunto quotazioni piuttosto elevate. Gli esemplari della pre-serie, addirittura, spuntano quotazioni più che doppie rispetto ai successivi: un'appetibile occasione per i falsari, aiutati dal fatto che il telaio ed il motore della "V7 Sport Telaio Rosso" sono simili alle serie seguenti.
| Versione                                  | Anni di produzione                        | Esemplari |
| ----------------------------------------- | ----------------------------------------- | --------- |
| V7 Sport "Telaio Rosso"                   | 1971                                      | 150       |
| V7 Sport "Telaio Nero"                    | dal 1972 al 1974                          | 3.541     |
| 750 S                                     | dal 1974 al 1975                          | 1.204     |
| 750-S3                                    | dal 1975 al 1976                          | 981       |
| Totale N.B.: Dati calcolati non ufficiali | Totale N.B.: Dati calcolati non ufficiali | 5.972     |

Vale ricordare che le famose "V7 Sport Telaio Rosso", ovvero i primi 150 esemplari assemblati direttamente dal reparto sperimentale Moto Guzzi, sono riconoscibili esteticamente per avere il telaio tubolare dipinto di rosso anziché di nero e, soprattutto, dai numeri di serie compresi tra VK-11111 a VK-11261.
Le ulteriori differenze con gli esemplari successivi sono esternamente invisibili e consistono nella lucidatura a specchio dei condotti di aspirazione, delle bielle e dell'albero motore.
Tali pregevoli lavorazioni sono anche riscontrabili su alcuni tra i primi esemplari della produzione di serie, in quanto furono utilizzati i pezzi di ricambio precedentemente accantonati.
Non si conosce l'esatto numero di esemplari, né i relativi numeri di telaio, ma gli esperti ritengono che siano compresi nei primi cento della produzione di serie.